# Louis Agassiz
Jean Louis Rodolphe Agassiz (født 28. maj 1807, død 14. december 1873) kastede sig som den første ud i et videnskabeligt studie af de mange fiskefossiler man allerede på hans tid havde fundet rundt om i verden. Han modtog Wollastonmedaljen i 1836.

## Bøger
I et fembinds bogværk, der udkom fra 1833 til 1843 beskrev zoologer og geologer stort alle de fossiler der fandtes på europæiske museer og foreslog en klassificering af de uddøde arter. Hans arbejde kom til at danne grundlag for teorierne som overgangen fra fisk til pattedyr, men Agassiz troede ikke selv på nogen former for udvikling.

## Afskyede Darwins teorier
Han var til sin død en stor modstander af Darwins teorier.